# Bahnstrecke 25 de Agosto–Mal Abrigo
| |                      |                                                         |                                               |
| Streckenlänge: | 68 km                |                                                         |                                               |
| Spurweite: | 1435 mm (Normalspur) |                                                         |                                               |
| |                      |                                                         |                                               |
| \| \| \| Bahnstrecke Montevideo–Paso de los Toros von Montevideo \| \| \| \| \| \| \| \| \| 63,599 \| 25 de Agosto \| 25 de Agosto \| \| \| \| von Paso de los Toros \| \| \| \| 66,727 \| Ituzaingó \| Ituzaingó \| \| \| 69,496 \| Capurro \| Capurro \| \| \| 78,454 \| Rodríguez \| Rodríguez \| \| \| 91,449 \| Raigón \| Raigón \| \| \| 95,903 \| San José de Mayo \| San José de Mayo \| \| \| 106,069 \| Juan Soler \| Juan Soler \| \| \| 118,804 \| González \| González \| \| \| 131,356 \| Mal Abrigo \| Mal Abrigo \| \| \| 132,013 \| Bahnstrecke Mal Abrigo–Mercedes nach Mercedes \| Bahnstrecke Mal Abrigo–Mercedes nach Mercedes \| \| \| \| Bahnstrecke Mal Abrigo–Colonia nach Colonia \| \| |                      |                                                         |                                               |
| |                      | Bahnstrecke Montevideo–Paso de los Toros von Montevideo |                                               |
| |                      |                                                         |                                               |
| Bahnhof | 63,599               | 25 de Agosto                                            | 25 de Agosto                                  |
| Abzweig ehemals geradeaus und nach rechts |                      | von Paso de los Toros                                   | von Paso de los Toros                         |
| Haltepunkt / Haltestelle (Strecke außer Betrieb) | 66,727               | Ituzaingó                                               | Ituzaingó                                     |
| Bahnhof (Strecke außer Betrieb) | 69,496               | Capurro                                                 | Capurro                                       |
| Bahnhof (Strecke außer Betrieb) | 78,454               | Rodríguez                                               | Rodríguez                                     |
| Haltepunkt / Haltestelle (Strecke außer Betrieb) | 91,449               | Raigón                                                  | Raigón                                        |
| Bahnhof (Strecke außer Betrieb) | 95,903               | San José de Mayo                                        | San José de Mayo                              |
| Bahnhof (Strecke außer Betrieb) | 106,069              | Juan Soler                                              | Juan Soler                                    |
| Bahnhof (Strecke außer Betrieb) | 118,804              | González                                                | González                                      |
| Bahnhof (Strecke außer Betrieb) | 131,356              | Mal Abrigo                                              | Mal Abrigo                                    |
| Abzweig geradeaus und nach rechts (Strecke außer Betrieb) | 132,013              | Bahnstrecke Mal Abrigo–Mercedes nach Mercedes           | Bahnstrecke Mal Abrigo–Mercedes nach Mercedes |
| |                      | Bahnstrecke Mal Abrigo–Colonia nach Colonia             |                                               |

Die Bahnstrecke 25 de Agosto–Mal Abrigo von 25 de Agosto nach Mal Abrigo im westlichen Teil Uruguays wird in unterschiedlichen Veröffentlichungen einmal der Línea a Colonia und andererseits der Línea a Mercedes zugeordnet.

## Geschichte
Ehe später um die Jahrhundertwende durch die Central Uruguay Railway eine Bahnstrecke nach Colonia del Sacramento oder Mercedes (Uruguay) gebaut wurde, wurde bereits am 20. Mai 1876 eine Zweigstrecke von Veinticinco de Agosto (25 de Agosto) nach San José de Mayo eröffnet. Anschließend wurde die Strecke bis Mal Abrigo verlängert. 1898 wurde mit dem Bau der Bahnstrecke nach Juan Lacaze begonnen und 1901 war Colonia del Sacramento an das Eisenbahnnetz angeschlossen.
Um das Jahr 2000 wurde fast der gesamte Verkehr eingestellt, einige Jahre länger gab es noch Personenverkehr nach San José de Mayo. Die Strecke wird im nationalen Eisenbahnnetz als „Vía Inactiva“ gelistet.